# Leo Ascher
Leo Ascher (Vienne, 17 août 1880 – New York, 25 février 1942) est un compositeur autrichien d'opérettes, de chansons populaires et de musique de film. Il était également juriste.

## Biographie
Leonem Ascher est né à Vienne. Son père, Moritz Ascher, était fabricant de parapluies. Leo a écrit sa première composition, une valse, à l'âge de 13 ans, en 1893. Il a étudié le droit à l'Université de Vienne où il a obtenu son doctorat en 1904. Il a également fréquenté le Conservatoire de Vienne dès 1898 et a étudié la composition avec Robert Fuchs et Franz Schmidt. Il a épousé Louise Frankl. Ils eurent une fille, l'écrivain Franzi Ascher-Nash (née à Vienne le 28 novembre 1910 et décédée à Millersville, Pennsylvanie, le 1er septembre 1991).
Ascher a été brièvement arrêté au cours du pogrom de la Nuit de Cristal, en 1938. Une fois libéré, il quitta l'Autriche pour toujours. Via la France et l'Angleterre, il émigra aux États-Unis où il a vécu de décembre 1939 jusqu'à sa mort à New York. Ses œuvres sont conservées au Leo Ascher Centre of Operetta Music à la Millersville University of Pennsylvania qui décerne également le prix musical Leo Ascher (1 000 $) à des étudiants du premier cycle.

## Carrière
Ascher a commencé sa carrière en tant que compositeur avec l'opéra Mamzell Courage. Sa première opérette, Vergeltsgott sur un livret de Viktor Léon, a été créé le 14 octobre 1905 au Theater an der Wien. Il a écrit 30 autres œuvres scéniques, parmi elles Vindobona, du herrliche Stadt (Vienne, 22 juillet 1910), Leichtsinn Bruder (Bürgertheater, 28 décembre 1917). Son œuvre la plus célèbre est Hoheit tanzt Walzer; sa première le 24 février 1912 au Théâtre Raimund a été suivie par une série de 500 représentations. Son opérette Der Soldat der Marie (1916) a été représentée plus de 800 fois à Berlin.
Outre ses opérettes, il a composé des chansons dans le style populaire viennois, des chansons et musiques de films.
Après son arrivée à New York, il a continué à écrire des comédies musicales, des chants patriotiques et des pièces pour enfants jusqu'à sa mort, le 25 février 1942.

## Œuvres
- Mamzell Courage, opéra
- Vergeltsgott, opérette (14 octobre 1905, Theater an der Wien, Vienne)
- Die Grüne Redoute, opérette (26 mars 1908, Vienne)
- Vindobona, du herrliche Stadt, opérette (22 juillet 1910, Vienne)
- Der fromme Silvanus, opérette (3 novembre 1910, Vienne)
- Das Goldene Strumpfband, opérette (1er mai 1911, Vienne)
- Hoheit tanzt Walzer, opérette (24 février 1912, Vienne)
- Die goldene Hanna, opérette (4 janvier 1913, Vienne)
- Was tut man nicht alles aus Liebe, opérette (17 décembre 1914, Vienne)
- Botschafterin Leni, opérette (19 février 1915, Vienne)
- Der Soldat der Marie, opérette (1916, Berlin)
- Bruder Leichtsinn, opérette (28 décembre 1917, Bürgertheater, Vienne)
- Purpur und Waschblau, musique de film (1931)

## Source
- (en) Cet article est partiellement ou en totalité issu de l’article de Wikipédia en anglais intitulé « Leo Ascher » (voir la liste des auteurs).